# Gonzalo Fernández de Córdoba y Aguilar
Gonzalo Fernández de Cordoba y Aguilar, född 1453 och död 1515, var en spansk fältherre. I Spanien kallas han El Gran Capitán, "den store fältherren".
Cordoba föddes nära Córdoba i Spanien och trädde redan som ung i Isabella I av Kastiliens tjänst. Han deltog i erövring av Emiratet av Granada. När fransmännen 1495 hotade Neapel, förmådde Isabella sin gemål Ferdinand II av Aragonien att göra Cordoba till befälhavare för de dit bestämda hjälptrupperna. Snabbt fördrev han fienden från Syditalien och utnämndes till tack av Ferdinand II av Neapel till hertig av San Angelo. Efter att ha undertryckt ett uppror av morerna i Spanien sändes Cordoba snart åter till Neapel, denna gång för att tillsammans med fransmännen erövra landet, vilket också lätt lyckades. När därpå bundsförvanterna råkade i strid om bytet, uppehöll Cordoba först fransmännen framför sitt fasta läger och slog sedan deras generaler var för sig, erövrade staden Neapel och tryggade det spanska väldet i södra Italien. Cordoba var en tid vicekung i Neapel, men efter Isabellas död förlorade han sitt bästa stöd och misstänkliggjordes av sina avundsmän vid hovet. 1507 hemkallades han från Italien.
Cordobas taktik var att beväpna huvuddelen av sina infanterister med pikar, och att låta skyttarna bilda fristående flyglar.